# Grønnøy
Ne doit pas être confondu avec Grønøy (Lindås).
Grønnøy aussi appelé Grønøy, Grønøya ou Grønnøya est une île norvégienne sur le territoire de la municipalité de Meløy dans le Nordland, point de passage de l'Hurtigruten de 1914 à 1957 et disposant de 135-140 résidents.

## Géographie
L'île est située au nord de l'île d'Åmnøya et à l'ouest de Engavågen, 135 et 140 résidents y habitent. 
Grønøy a une superficie de 2,6 km2, et le point culminant de l'île est Storvarden, à 104 mètres au-dessus du niveau de la mer. De Storvarden on peut voir les îles voisines Bolga et Meløya, et par un jour clair, on peut voir l'ensemble des îles lofoten, Røst et Værøy et le glacier Svartisen de la plupart des endroits sur l'île.

## Transports
Grønnøy est reliée au continent via le pont de Brattsund depuis 1985 et par l'île d'Åmnøya par un autre pont. Grønøya est également l'un des arrêts du Nordland Express entre Bodø et Sandnessjøen. Il n'y a plus de magasin sur l'île depuis la construction du pont de Brattsund qui permet d'accéder facilement à la ville de Engavågen.

## Anecdotes
Sur l'ile de Grønnøy se tenait un arbre appelé Grønøyfurua, qui a été peint par Thorolf Holmboe, et qui est présumé être représenté sur les boîtes d'allumettes Nitedals Hjelpestikker. Il y a cependant, un certain désaccord sur ce point.

## Galerie d'images

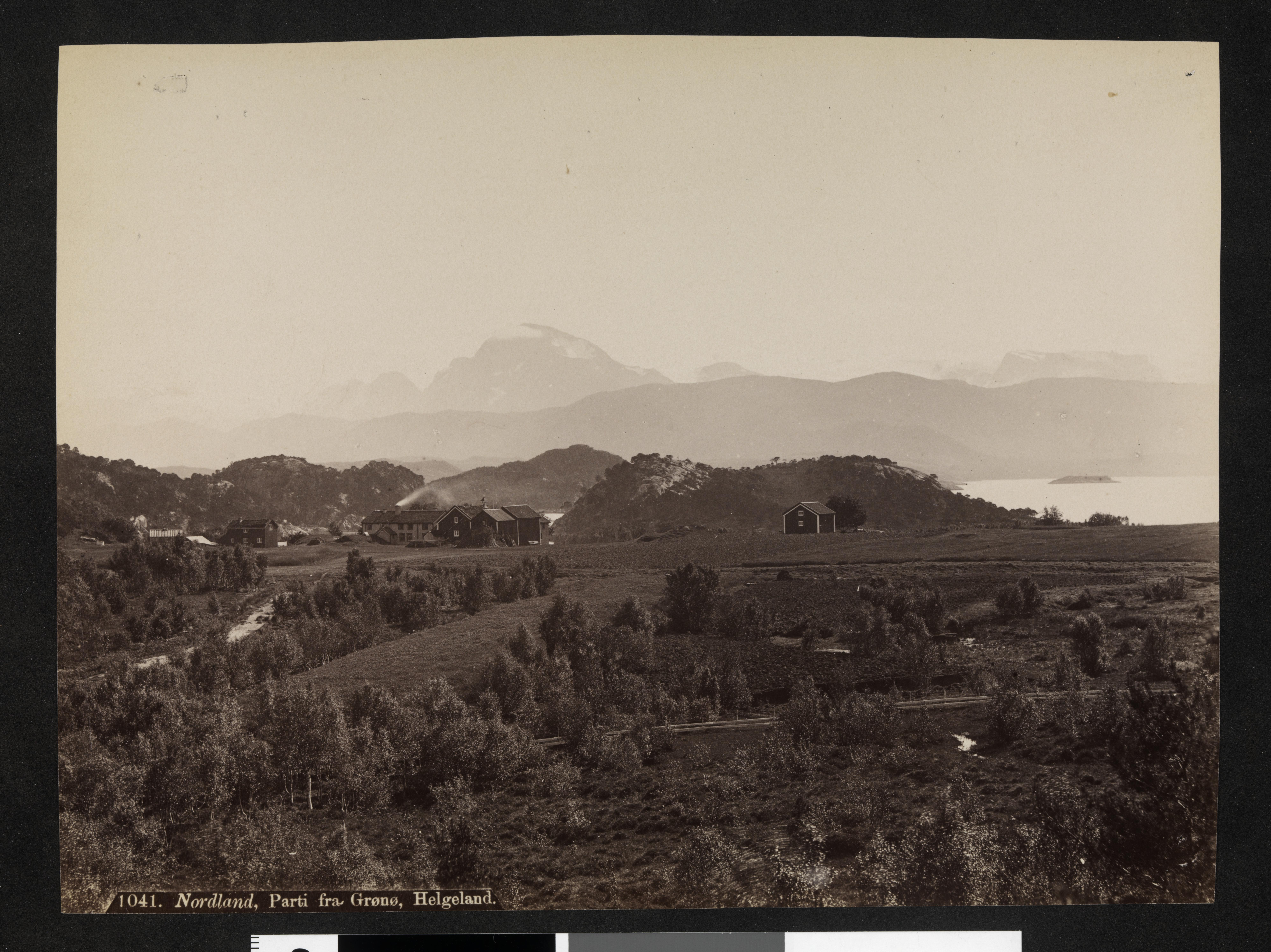
Paysage de Grønnøy.
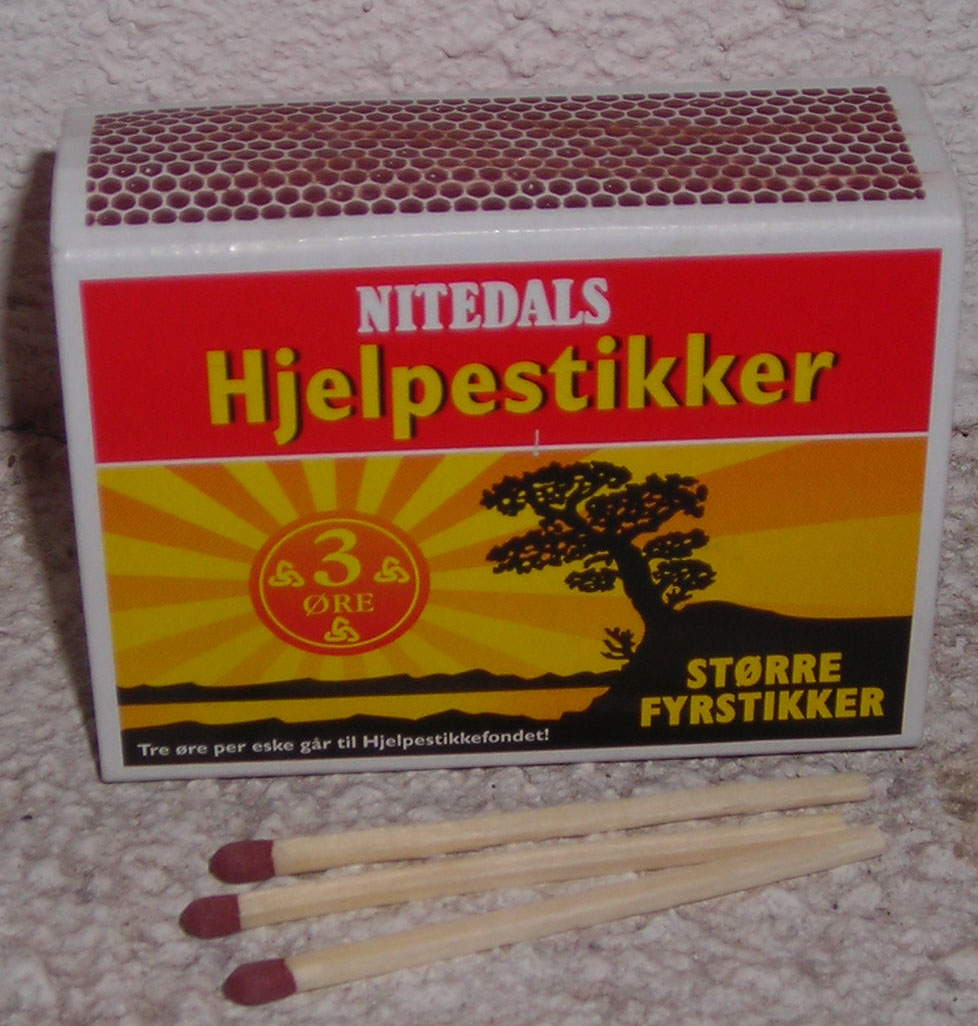
Les allumettes Nitedals Hjelpestikker.
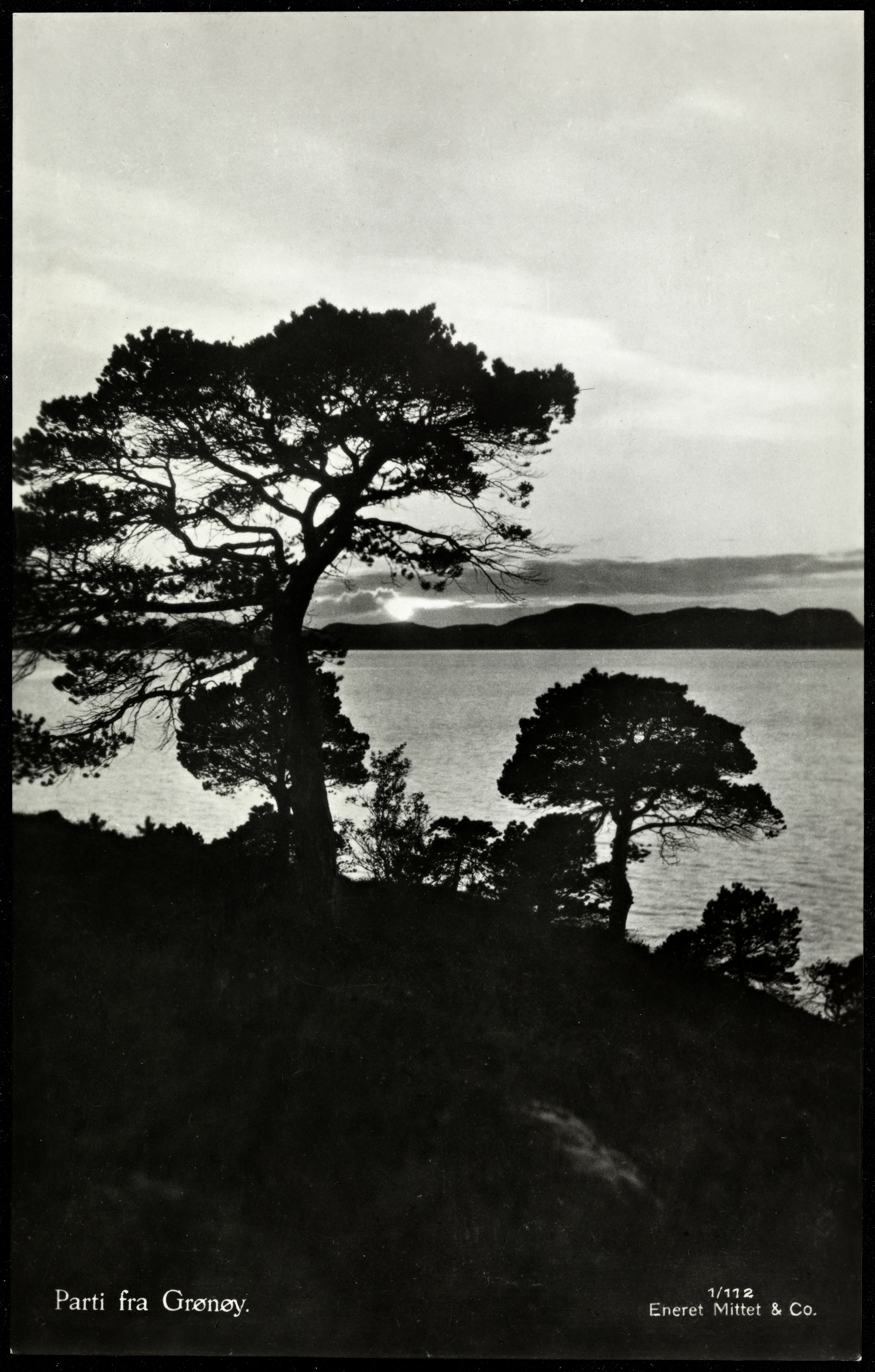
Arbre de Grønnøy.